# 蒙托 (埃罗省)
蒙托（法語：Montaud，法語發音：[mɔ̃to]）是法国埃罗省的一个市镇，属于蒙彼利埃区。

## 地理
蒙托（43°45'4"N, 3°57'20"E）面积12.92 平方千米，位于法国奧克西塔尼大區埃罗省，该省份为法国南部沿海省份，南濒地中海，西南接奥德省，西北接塔恩省和阿韦龙省，东北与加尔省接壤。
与蒙托接壤的市镇（或旧市镇、城区）包括：圣博济勒德蒙梅勒、圣马蒂厄-德特雷维耶、居扎尔格、卡斯特里、圣德雷泽里、圣让德科尔尼、圣伊莱尔德博瓦尔、比济尼亚尔格。

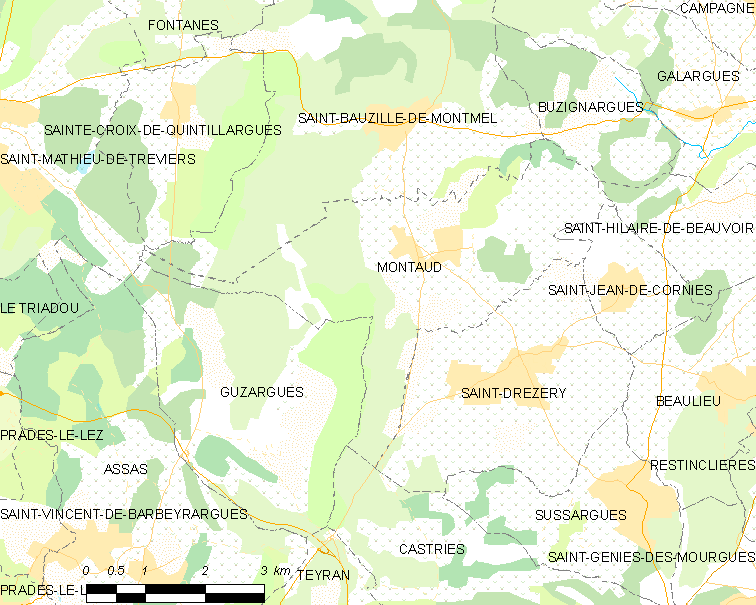
的OSM定位图

蒙托的时区为UTC+01:00、UTC+02:00（夏令时）。

## 行政
蒙托的邮政编码为34160，INSEE市镇编码为34164。

## 政治
蒙托所属的省级选区为勒克雷斯县。

## 人口

1962-2008年间人口变化图示

蒙托于2022年1月1日时的人口数量为1024人。